# Dornier Do P.273
De Do P.273 was een project voor een jachtvliegtuig voor gebruik op grote hoogte dat werd ontwikkeld door de Duitse vliegtuigbouwer Dornier.

## Ontwikkeling
Nadat men bij Dornier de Do 335 had ontwikkeld, bestond het gevaar dat men het programma zou gaan annuleren omdat het bedoeld was als een snelle bommenwerper. Hierom ging men bij Dornier aan het werk om het ontwerp aan te passen voor het uitvoeren van andere taken. Zo ontwikkelde men de Do P.273 als een jachtvliegtuig voor gebruik op grote hoogte. Het project dateert van 4 mei 1943.
Het ontwerp was voor het grootste deel gelijk aan de Do 335. Men had alleen de spanwijdte van de vleugels vergroot. De motoren waren twee vloeistofgekoelde Daimler-Benz DB 603G-twaalfcilinder-lijnmotoren van 1.900 pk. Een was in de rompneus geplaatst, de ander in het achterste deel van de romp. De standaardpropeller had een diameter van 3,50 m, de duwpropeller 3,30 m.
De bewapening zou bestaan uit een 30 mm MK103 motorkanon, vurend door de propelleras, en twee 20 mm MG151/20 kanonnen in de bovenkant van de rompneus.
Het toestel zou als de Dornier Do 335 B-4 in productie worden genomen. Het was uitgevoerd als zwaar jachtvliegtuig voor gebruik op grote hoogte. Het project werd later geannuleerd in het voordeel van de Focke Wulf Ta 152.

### Technische specificaties
- Spanwijdte: 18 m.
- Lengte: 13,70 m.
- Hoogte: 5 m.
- Vleugeloppervlak: 45,50 m².
- Startgewicht: 9.100 kg.
- Vleugelbelasting: 200 kg/m².
- Maximumsnelheid: 835 km/uur op 8.300 m.
- Plafond: 14.000 – 16.000 m.